# Александра Сакскобургготска
Александра, принцеса Британска и Сакскобургготска, херцогиня Саксонска, по съпруг – принцеса на Хоенлое-Лангенбург, е член на британското кралско семейство – внучка на британската кралица Виктория и на руския император Александър II. Тя е по-малка сестра на румънската кралица Мария Единбургска.

## Живот
Александра е родена на 1 септември 1878 г. в Кобург, Германия, като принцеса Александра Луиза Олга Виктория Единбургска. Тя е втората дъщеря на херцога на Единбург Алфред и на великата руска княгиня Мария Александровна. Така по рождение Александра е член на двете най-могъщи аристократични фамилии в тогавашния свят – на британското кралско семейство и на руското императорско семейство. По бащина линия тя е внучка на британската кралица Виктория, а по майчина линия – на руския император Александър II.
През 1893 г. бащата на Мария наследява херцогската титла на германското княжество Саксония-Кобург и Гота и семейството се премества да живее в новите си германски владения. На 26 април 1896 в Кобург Александра се омъжва за Ернст II Фридрих Вилхелм Карл Максимилиан, принц на Хоенлое-Лангенбург (* 13 септември 1863, Лангенбург; † 11 декември 1950, Лангенбург).
До края на живота си Александра живее в Германия, където през 30-те години на 20 век тя и няколко от децата ѝ стават членове на нацистката партия. Умира в Швебиш Хал, Баден-Вюртемберг, Германия, на 16 април 1942 г.

## Деца
Александра и Ернст II имат пет деца:
- Готфрид Херман Алфред Паулус Максимилиан (1897 – 1960), женен за гръцката принцеса Маргарита
- Мария Мелита Леополдина Виктория Феодора Александра (1899 – 1967)
- Александра Беатрис Леополдина (1901 – 1963)
- Ирма-Хелене (1902 – 1986)
- Алфред († 1911)